# Sara och Anka
Sara och Anka, eller Sara och Kvack på finlandssvenska (på engelska Sarah & Duck), är en brittisk animerad TV-serie. I Sverige visas serien i SVT, i Finland i Yle Fem.
Sara och Anka bor tillsammans i ett litet hus med en liten trädgård i en liten stad. Seriens avsnitt handlar om hur de beger sig ut på äventyr tillsammans.

## Röster

### Svensk version
- Krister Henriksson
- Sofia Wendt

### Finlandssvensk version
- Alva Zilliacus
- Rabbe Smedlund
- Oskar Silen
- Hellen Willberg
- Einar Zilliacus